# دریاچه هارکورت
دریاچه هارکورت (به آلمانی: Harkortsee) دریاچه‌ای مصنوعی در ایالت نوردراین-وستفالن آلمان است که بین شهرهای  هاگن ،  هردکه  و  وتر (رور)  واقع شده‌است. این دریاچه در سال ۱۹۳۱ میلادی ایجاد شده‌است و
حجم آب آن حدود ۳٫۱ میلیون متر مکعب می‌باشد.